# 시라이와촌
시라이와촌(白岩村)은 아키타현 센보쿠군에 있던 촌이다. 현재의 현재의 센보쿠시 남동부, 가쿠다테시가의 동쪽, 타마가와 좌안에 해당한다.

## 역사
- 1889년 4월 1일  - 정촌제 시행에 의해 3촌의 구역으로 성립하였다.
- 1955년 3월 31일 - 가쿠노다테정, 나카가와촌, 구모사와촌과 합병해, 새로운 가쿠노다테정이 성립해, 동일 시라이와촌이 폐지되었다.